# Nhà nước đơn nhất

Nhà nước đơn nhất
Liên bang

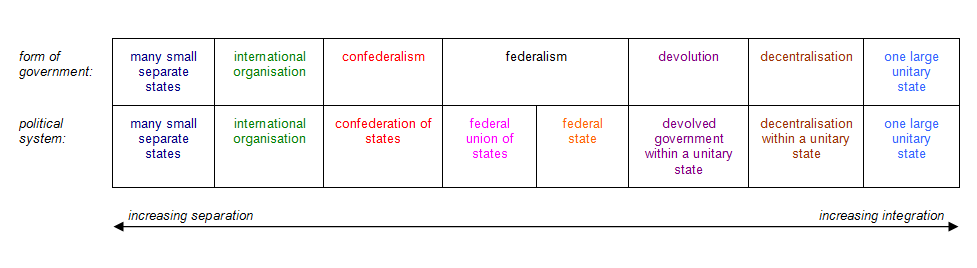
Con đường sáp nhập khu vực hay tách rời

Một nhà nước đơn nhất hay nhất thể là một kiểu nhà nước quản lý bởi một bộ máy hay cơ chế duy nhất, trong đó chính quyền trung ương là tối cao và các chính quyền địa phương (đơn vị hành chính cấp dưới) chỉ có các quyền hạn nhất định mà chính quyền trung ương ủy thác. Hình thái này cũng được gọi là nhà nước tập quyền.
Phần lớn các quốc gia trên thế giới có hệ thống nhà nước đơn nhất. Trong số 193 quốc gia thành viên của LHQ, 165 quốc gia được điều hành bởi một nhà nước đơn nhất.
Trong một quốc gia có hệ thống nhà nước đơn nhất, đơn vị hành chính cấp dưới có thể được thành lập hoặc bị bãi bỏ, sáp nhập với các đơn vị hành chính cấp dưới khác và các quyền hạn của nó có thể được mở rộng hay thu hẹp theo quyết định của chính quyền trung ương. Mặc dù quyền lực chính trị có thể được chuyển giao thông qua việc chuyển giao quyền lực cho các chính quyền địa phương theo quy chế, nhưng chính quyền trung ương vẫn là tối cao; nó có thể can thiệp vào tất cả các hoạt động của chính quyền được phân quyền hoặc cắt giảm quyền hạn của họ.
Vương quốc Anh và Bắc Ireland là một ví dụ về một nhà nước đơn nhất. Scotland, Xứ Wales và Bắc Ireland có một quyền tự trị nhất định, nhưng quyền hạn đó được Quốc hội Vương quốc Anh ủy thác, có thể đơn phương ban hành luật hoặc hủy bỏ các quyền cho Scotland, Xứ Wales, Bắc Ireland (Anh không có quyền phân quyền). Nhiều tiểu bang không có khu vực sở hữu mức độ tự chủ nhất định. Tại các quốc gia như vậy, các vùng địa phương không thể ban hành luật riêng cho mình. Ví dụ như Cộng hòa Ireland và Vương quốc Na Uy. 
Tại các quốc gia thể chế liên bang, các chính quyền cấp dưới chia sẻ quyền hạn với chính quyền trung ương một cách bình đẳng thông qua hiến pháp, và phải được chấp thuận bởi cả hai bên. Điều này có nghĩa là các chính quyền địa phương có quyền tồn tại và quyền hạn mà chính quyền trung ương không thể thay đổi.
Nhà nước đơn nhất đối lập với nhà nước liên bang. Một ví dụ về một nhà nước liên bang là Hợp chúng quốc Hoa Kỳ. Theo hiến pháp Hoa Kỳ, quyền hạn được chia sẻ bởi chính quyền liên bang và tiểu bang. Điều V của hiến pháp nêu rõ rằng dù là cơ quan lập pháp hoặc các công ước phê chuẩn của nhà nước muốn có hiệu lực thì phải được ba phần tư các tiểu bang phê chuẩn, cho các bang không bị ảnh hưởng nhiều từ sự quản lý của nhà nước trung ương.

## Danh sách các quốc gia đơn nhất
Chữ nghiêng: quốc gia được công nhận hạn chế

### Nước cộng hòa đơn nhất
- Abkhazia
- Afghanistan
- Albania
- Algérie
- Angola
- Armenia
- Azerbaijan
- Bangladesh
- Belarus
- Bénin
- Bolivia
- Botswana
- Bulgaria
- Burkina Faso
- Burundi
- Cameroon
- Cabo Verde
- Cộng hòa Trung Phi
- Tchad
- Chile
- Cộng hòa Nhân dân Trung Hoa[4]
- Trung Hoa Dân quốc (Đài Loan) (liên bang trước 1949)
- Colombia
- Cộng hòa Congo
- Costa Rica
- Croatia
- Cuba
- Síp
- Cộng hòa Séc
- Cộng hòa Dân chủ Congo
- Djibouti
- Dominica
- Cộng hòa Dominica
- Cộng hòa Nhân dân Donetsk
- Đông Timor (Timor-Leste)
- Ecuador
- Ai Cập
- El Salvador
- Guinea Xích Đạo
- Eritrea
- Estonia
- Fiji
- Phần Lan
- Pháp
- Gabon
- Gambia
- Gruzia
- Ghana
- Hy Lạp
- Guatemala
- Guinée
- Guiné-Bissau
- Guyana
- Haiti
- Honduras
- Hungary
- Iceland
- Indonesia (liên bang trước 1950)
- Iran
- Ireland
- Israel
- Ý
- Bờ Biển Ngà
- Kazakhstan
- Kenya
- Kiribati
- Kosovo
- Kyrgyzstan
- Lào
- Latvia
- Liban
- Liberia
- Libya
- Litva
- Cộng hòa Nhân dân Lugansk
- Macedonia
- Madagascar
- Malawi
- Maldives
- Mali
- Malta
- Quần đảo Marshall
- Mauritanie
- Mauritius
- Moldova
- Mông Cổ
- Montenegro
- Mozambique
- Myanmar
- Cộng hòa Artsakh
- Namibia
- Nauru
- Nicaragua
- Niger
- CHDCND Triều Tiên
- Bắc Síp
- Palau
- Palestine
- Panama
- Paraguay
- Perú
- Philippines
- Ba Lan
- Bồ Đào Nha
- România
- Rwanda
- Samoa
- San Marino
- São Tomé và Príncipe
- Sénégal
- Serbia
- Seychelles
- Sierra Leone
- Singapore
- Slovakia
- Slovenia
- Somaliland
- Nam Phi
- Hàn Quốc (liên bang trước 1960)
- Nam Ossetia
- Sri Lanka
- Suriname
- Syria
- Tajikistan
- Tanzania
- Togo
- Transnistria
- Trinidad và Tobago
- Tunisia
- Thổ Nhĩ Kỳ
- Turkmenistan
- Uganda
- Ukraina
- Uruguay
- Uzbekistan
- Vanuatu
- Việt Nam
- Yemen
- Zambia
- Zimbabwe

### Quân chủ đơn nhất
- Andorra
- Antigua và Barbuda
- Bahrain
- Bahamas
- Barbados
- Belize
- Bhutan
- Brunei
- Campuchia
- Đan Mạch
- Grenada
- Jamaica
- Nhật Bản
- Jordan
- Kuwait
- Lesotho
- Liechtenstein
- Luxembourg
- Monaco
- Maroc
- Hà Lan
- New Zealand[5]
- Na Uy
- Oman
- Papua New Guinea
- Qatar
- Saint Lucia
- Saint Vincent và Grenadines
- Ả Rập Xê Út
- Quần đảo Solomon
- Tây Ban Nha
- Thụy Điển
- Thái Lan
- Tonga
- Tuvalu
- Anh Quốc[6]
- Vatican

### 5 quốc gia đơn nhất lớn nhất theoGDP danh nghĩa
- Cộng hòa Nhân dân Trung Hoa
- Nhật Bản
- Anh Quốc
- Pháp
- Ý

### 5 quốc gia đơn nhất lớn nhất theodân số
- Cộng hòa Nhân dân Trung Hoa
- Indonesia
- Bangladesh
- Nhật Bản
- Philippines

### 5 quốc gia đơn nhất lớn nhất theodiện tích
- Cộng hòa Nhân dân Trung Hoa
- Kazakhstan
- Algérie
- Cộng hòa Dân chủ Congo
- Đan Mạch (Bao gồm diện tích của Greenland và các lãnh thổ hải ngoại)